# 山本舜勝
山本 舜勝（やまもと きよかつ、1919年〈大正8年〉2月28日 - 2001年〈平成13年〉7月9日）は、日本の陸軍軍人、陸上自衛官。最終階級は陸軍少佐、陸将補（陸軍少将相当）。三島由紀夫の「楯の会」の指導官として知られる。

## 略歴
愛知県出身。教員・山本泰勝の三男として生まれる。青島日本中学校を経て、1939年（昭和14年）9月、陸軍士官学校（第52期）を卒業。同年11月、歩兵少尉に任官し歩兵第20連隊付となる。千葉陸軍戦車学校で丁種学生、乙種学生として学んだ。1941年（昭和16年）11月、戦車第12連隊中隊長に就任。戦車第1師団参謀部付、千葉戦車学校教官などを経て、1944年（昭和19年）12月、陸軍少佐に昇進し陸軍大学校（59期）を卒業。参謀本部付勤務（支那課）を経て、1945年（昭和20年）3月、情報機関である陸軍中野学校研究部員兼教官に就任し終戦を迎えた。同年8月、予備役編入となる。
戦後、公職追放を経て、追放解除後の1952年（昭和27年）7月、警察予備隊に入隊し、アメリカ陸軍やアメリカ特殊戦学校に留学。帰国後、のちに日本共産党が「影の軍隊」と糾弾する、1954年（昭和29年）に設立された陸上自衛隊調査学校（東京都小平市、現・小平学校）の「対心理情報課程」(現在の「心理戦防護課程」)創設に携わり、1967年（昭和42年）3月、同校教育課長、1969年（昭和44年）7月、同校副校長に就任、陸将補に昇進。1972年（昭和47年）2月に陸上自衛隊を退職。
1967年（昭和42年）に「楯の会」の指導を通じて三島由紀夫と知り合い、交友を結ぶ。山本は「楯の会」の事実上の指導官であった。「新宿騒乱事件」につながった1968年（昭和43年）10月21日の国際反戦デーの集会では、調査学校の学生と「楯の会」のメンバー計数十人が、山本の指揮で学生らのデモ隊の中に潜入し、組織リーダーが誰かなどを調査する訓練を行っていた。「楯の会」が皇居に突入する「クーデター計画」を三島に示されるが、山本は反対する。この計画は1970年（昭和45年）11月25日の三島事件のひな形と推測されている。
退官後、三島に関する著書を執筆、発表。1969年10月21日の国際反戦デーに「新宿でデモ隊が騒乱状態を起こし、治安出動が必至となったとき、まず三島と『楯の会』会員が身を挺してデモ隊を排除し、私の同志が率いる東部方面の特別班も呼応する。ここでついに、自衛隊主力が出動し、戒厳令的状況下で首都の治安を回復する」、「クーデターを成功させた自衛隊は、憲法改正によって、国軍としての認知を獲得して幕を閉じる」計画だったと書いている。

## 親族
- 義父 原守（陸軍中将）

## 著書
- 『三島由紀夫・憂悶の祖国防衛賦 市ヶ谷決起への道程と真相』 日本文芸社、1980年
- 『君には聞こえるか三島由紀夫の絶叫』 パナジアン、1982年
- 『サムライの挫折』 三幸社、1985年。新書判 ISBN 978-4895639033
- 『三島思想「天皇信仰」 歴史で検証する』 元就出版社、1994年 ISBN 978-4795218703
- 『自衛隊「影の部隊」 三島由紀夫を殺した真実の告白』 講談社、2001年 ISBN 978-4062107815